# Entre tu amor y mi amor
Entre tu amor y mi amor (en inglés: Separated by Love) es una telenovela venezolana creada por Carlos Pérez, producida por Elizabeth Cermeño y transmitida por Venevisión en 2016.
Está protagonizada por Rosmeri Marval y Daniel Elbittar, y con las participaciones antagónicas de Carlota Sosa, Eileen Abad, Simón Pestana y Yuvanna Montalvo. Cuenta con las actuaciones estelares de María Antonieta Duque,   Juan Carlos García,  Marialejandra Martín y Antonio Delli además de la actuación especial de Nohely Arteaga.  
La telenovela comenzó sus grabaciones el 14 de septiembre de 2015 en Caracas, Venezuela, y finalizaron el 1 de junio de 2016. El 15 de junio de 2016 es estrenada en el horario estelar a las 9:00 p. m., antes de su estreno se realizó una antesala. Finalizó el 28 de noviembre de 2016.

## Sinopsis
Entre tu amor y mi amor relata la historia de la joven Sol (Rosmeri Marval), quien va en busca de una vida mejor del campo a la ciudad, sin imaginar todas las amenazas y giros que le esperan.  Sol se enamora de Alejandro (Daniel Elbittar), sin saber que es el hijo de la malvada quien estafó y mandó a asesinar a sus padres cuando era solo una bebecita, y que ahora tiene preparadas nuevas crueldades para destruirla y alejarla para siempre de su amor.
Con el tiempo y gracias a un giro del destino, Sol vuelve, para recuperar la herencia y toda la fortuna de los Monserrat, y después vuelve para vengarse de todos los que le hicieron daño y recuperar todo lo que es suyo. Pero la venganza no será fácil, ni sin sacrificio, especialmente cuando enfrenta al único hombre que ella ha amado. Al final, el entrecruzamiento de crónicas dramáticas, aparentemente inconexas, engranan a la perfección para poner en movimiento la maquinaria sincronizada de historias que harán que Sol dude de la verdad de su pasado y realidad de su futuro, y le será difícil distinguir entre la bondad y la maldad, y entre el amor y el engaño.

## Elenco
- Rosmeri Marval[2] como Sol Buendía / Sol Montserrat Buendía
- Daniel Elbittar[4] como Alejandro Montserrat Caicedo/ Alejandro Morales Caicedo
- Simón Pestana como Heriberto Madroño
- Carlota Sosa como Reyna Caicedo de Montserrat

Con Las Actuaciones Protagonicas de
- Juan Carlos García como José Domingo Morales
- Eileen Abad como Beatriz Alicia Montserrat Caicedo / Beatriz Alicia Morales Caicedo
- Antonio Delli como Eloy Montserrat
- María Antonieta Duque como Ricarda Blanco "Rika White"
- Marialejandra Martín como Columba Buendía de Morales
- Yuvanna Montalvo[13] como Aída Cárdenas Del Risco
- Greisy Mena como Maricielo Morales Buendía / Maricielo Montserrat Buendía
- Alexander Da Silva como Carlos Enrique "Carlucho" Machado Blanco

Con Las Primeras Actrices
- Nohely Arteaga como Raúla Buendía
- Eva Blanco como Elvia Mondragón
- Dayra Lambis como Magaly de Tabares
- Virginia Urdaneta como Directora del PenaI

Con El Primer Actor
- Roberto Lamarca como Augusto Agüero

Con Las Actuaciones Especiales de
- Flavia Gleske como Carmen García Gil
- Erick Ronsó como Sergio Tabares
- Raquel Yánez como Yuliska Galindo "La Panaderita"
- Nacho Huett como Padre Ramón Echezuría
- Ornella de la Rosa como Bárbara Montserrat Caicedo
- Hecham Aljad como Cristo José Morales Buendía "Torombolo"
- Vanessa Suárez como Giselle Eugenia Machado Blanco
- Erika Santiago[14] como Ana Isabel Domínguez
- Grecia Augusta Rodríguez como Raquel Benítez
- Héctor Peña como Rómulo Alarcón
- Jhosuees Villarroel como Hugo Pernalete
- Mairalexandra Rodríguez como Beatriz "Betty" Casares
- Gabriel Correa[15] como Víctor Hugo Ancízar Monserrat
- Gibson Domínguez como  Juan Luis
- Leonardo Pantoja como Lito
- Shaiara Pineau como Déborah Cristina
- Gustavo Camacho como Servando
- Marycarmen Sobrino como Esther Meneses Ravelo
- Natalia Monasterios como Doctora Lucía Moreno
- Jorge Melo como Dr. Víctor Rodríguez